# Виголцоне (Пјаченца)
Виголцоне (итал. Vigolzone) је насеље у Италији у округу Пјаченца, региону Емилија-Ромања.
Према процени из 2011. у насељу је живело 1958 становника. Насеље се налази на надморској висини од 166 м.

## Становништво
| 1931. | 1936. | 1951. | 1961. | 1971. | 1981. | 1991. | 2001. | 2011. |
| ----- | ----- | ----- | ----- | ----- | ----- | ----- | ----- | ----- |
| 3.966 | 4.034 | 4.022 | 3.762 | 3.187 | 3.245 | 3.426 | 3.556 | 4.268 |